# Barbie - Lago dei cigni
Barbie - Lago dei cigni (Barbie of Swan Lake) è un film d'animazione del 2003 distribuito direttamente per il mercato home video, realizzato in grafica computerizzata. Protagonista del film è Barbie al suo terzo lungometraggio e la storia è un libero adattamento del balletto Il lago dei cigni con la musica di Pëtr Il'ič Čajkovskij.
È il secondo dei film di Barbie ad essere tratto da un balletto di Čajkovskij, infatti così come per Barbie e lo schiaccianoci, anche le coreografie di questo film vennero messe in scena dal corpo di ballo del New York City Ballet e animate tramite motion capture.

## Trama
Odette, alias Barbie, è una giovane con la passione per la danza, figlia di un semplice fornaio e sorella dell'allegra Marie. Nello stesso villaggio vive pure Daniel, principe del regno e abile arciere. Il ragazzo desidera viaggiare per il mondo, ma sua madre, la regina, vorrebbe che si sposasse presto di modo da sostituirla come sovrano.
Un giorno nel villaggio giunge un unicorno di nome Lila, inseguita da alcuni cacciatori, la quale però si rivela più astuta di loro e, dopo averli gabbati, fugge nuovamente nel bosco. Vedendo che l'unicorno ha ancora una corda al collo, Odette la insegue per liberarla. Grazie al proprio corno magico, l'animale apre una grande roccia che conduce nella Foresta Incantata, un luogo meraviglioso, nascosto agli umani e popolato da magiche creature. Anche Odette attraversa il passaggio e libera Lila dalla corda grazie ad un grosso cristallo incastonato in un albero e che la fanciulla estrae facilmente dalla corteccia. 
Giunge proprio allora la Fata Regina, sovrana della Foresta Incantata che ha osservato l'intera scena insieme ad alcuni animali parlanti. Quest'ultima rivela ad Odette che secondo un'antica profezia solo una fanciulla pura di cuore avrebbe potuto estrarre facilmente il cristallo dall'albero; con il suo gesto di altruismo, la ragazza ha rivelato di essere lei quella fanciulla e perciò il suo compito sarà ora quello di salvare la Foresta Incantata dalla magia nera del terribile stregone Rothbart, cugino della Fata Regina, e da Odile, la perfida e viziata figlia di quest'ultimo.
Incredula, Odette ascolta la storia narratale dalla Fata Regina, ma non riesce a credere di essere lei la fanciulla profetizzata poiché non si sente all'altezza del compito. Su ordine della Fata Regina, Lila viene incaricata di riaccompagnarla sino al varco magico per farla tornare a casa. Mentre le due si stanno avviando lungo il sentiero, sopraggiunge Rothbart con sua figlia Odile trasformati in aquila-maschio e sparviero-femmina che, saputo che Odette ha estratto il cristallo dall'albero ed è quindi la fanciulla profetizzata destinata a sconfiggerlo, la trasforma in un cigno per evitare che ostacoli i suoi piani. 
In quel mentre però giunge anche la Fata Regina che dona ad Odette un diadema su cui è incastonato proprio il cristallo magico estratto dall'albero. Grazie ad esso, ogni volta che Rothbart tenta di colpire la ragazza con la sua magia per ucciderla, intorno alla ragazza si crea uno scudo protettivo che blocca la magia dello stregone, ad ulteriore riprova che Odette è proprio la prescelta.
Per il momento, a Rothbart e ad Odile non resta che ritirarsi nella loro cupa fortezza costruita in un'ala della foresta distrutta dalla magia dello stregone, ma a causa del sortilegio Odette è ancora un cigno. Purtroppo i poteri della Fata Regina non possono competere con quelli del cugino e non può sciogliere del tutto l'incantesimo che questi ha gettato su Odette, può solo ridare alla giovane l'aspetto umano dal tramonto fino all'alba come ha fatto anche per tutti gli elfi e le fate maledetti dallo stregone e costretti a vivere di giorno come animali parlanti e umani di notte. 
Decisa a trovare un modo per rompere l'incantesimo, Odette, con l'aiuto di Lila, accetta finalmente di combattere Rothbart e si reca nel luogo dove è nascosto il Libro della Foresta Lore nel quale è rivelata l'intera profezia che la riguarda. Esso è però custodito nella biblioteca del troll Erasmus, che all'inizio si farà passare per cattivo e pericoloso, ma poi si rivelerà buono e gentile. Con il suo aiuto, che non ricorda più dove sia il libro, Lila e Odette si mettono alla sua ricerca con scarsi risultati.
Nel frattempo, Rothbart sta architettando un piano per far sì che la ragazza venga uccisa da un essere umano, in quanto il cristallo magico non può proteggerla dalle armi degli uomini, ma solo dalla magia. Conduce quindi il principe Daniel nella foresta, che però desiste dal suo proposito di cacciatore, impietosito dalla bellezza del cigno, ed assiste così alla trasformazione di Odette in umana al calare del sole.
Quest'ultima e Daniel passano del tempo insieme, innamorandosi: egli invita la ragazza al ballo che si terrà la sera seguente con l'intento di chiedere ufficialmente la sua mano. Odette, però, non vuole abbandonare i suoi nuovi amici ed acconsente a recarsi al ballo solo se nel frattempo Daniel si metterà al sicuro tornando nel mondo umano, lontano dall'infido Rothbart.
Mentre Odette con l'aiuto della Fata Regina, di Lila e delle fate si prepara al gran ballo, Erasmus trova il libro della Foresta Lore. Si scopre così che per sconfiggere Rothbart è necessario il vero amore, ossia il principe, ma, se quest'ultimo giurasse amore ad un'altra, il cristallo perderebbe il suo potere. Dopo aver rapito il troll, lo stregone scopre come neutralizzare il potere del cristallo. Incanta, dunque, la collana di sua figlia Odile per fare in modo che questa si rechi al ballo al posto di Odette ed il principe le giuri eterno amore: la collana infatti farà vedere a Daniel non la strega, ma la sua amata.
Odette ed i suoi amici scoprono il crudele piano dopo aver salvato Erasmus, nel frattempo trasformato in un verme dalla magia di Rothbart, e così la protagonista decide di recarsi al ballo, ancora tramutata in cigno poiché il sole non è ancora tramontato, per farsi vedere da Daniel e smascherare l'inganno dello stregone. Sfortunatamente il principe cade comunque nel tranello: non vedendo Odette, chiusa fuori dal castello, giura amore a Odile. Assistendo alla scena, la ragazza sviene ed il cristallo magico perde il suo potere.
Troppo tardi Daniel si accorge dell'inganno e tenta vanamente di affrontare Rothbart che, tuttavia, si mette all'inseguimento di Odette, soccorsa dalla Fata Regina, Lila e le fate su una carrozza volante e ricondotta nella Foresta Incantata.
Qui vanamente l'unicorno e gli elfi cercano di affrontare lo stregone, ma falliscono miseramente e la Fata Regina viene trasformata in topolino.
A questo punto giunge anche Daniel in soccorso di Odette, ma ancora una volta Rothbart si rivela troppo potente ed il ragazzo rischia di essere ucciso dalla sua magia.
Odette, vedendo la scena, corre da Daniel cercando di proteggerlo anche se non ha più il cristallo magico. Il giovane, consapevole di ciò, tenta di fermarla, ma entrambi vengono uccisi da un sinistro incantesimo di Rothbart.
Il gesto d'amore dei due giovani che non hanno voluto abbandonarsi nonostante il pericolo imminente, tuttavia, risveglia il potere del cristallo magico. La pietra inizia a risplendere e, oltre a sconfiggere lo stregone, ne annulla tutti gli incantesimi.
Finalmente, dopo esser tornati in vita ed aver salvato la foresta e tutti i suoi abitanti, di nuovo umani, Odette e Daniel si sposano vivendo per sempre felici e contenti, esclusi i depressi Rothbart e Odile che vengono puniti dalla retrocessione come sguattera e uccellino di legno usato come orologio a cucù.

## Personaggi
- Odette: incantevole e bellissima fanciulla, figlia di un umile fornaio. Timida ed insicura, ma molto sensibile e generosa, estrarrà il cristallo magico, diventando l'eletta di un'antica profezia che la vede come salvatrice della Foresta Incantata. Verrà trasformata in cigno dal malvagio stregone Rothbart con la possibilità di riacquistare le sue sembianze umane solo dal tramonto all'alba. Si innamorerà, ricambiata, del bel principe Daniel, suo vero amore, che sposerà alla fine della storia.
- Lila: coraggiosa unicorno femmina, spesso impulsiva, ma anche molto determinata che diventerà la migliore amica di Odette. Cerca sempre di incoraggiare la fanciulla ad avere più fiducia in sé stessa ed a sfidare apertamente Rothbart.
- Principe Daniel: principe del regno dove vive Odette. Ha un animo avventuroso ed è un ottimo arciere. Sua madre vorrebbe che si sposasse ed ereditasse il regno, ma il giovane non sembra tanto intenzionato in tal senso, finché non si innamora, ricambiato, di Odette, suo vero amore. È un guerriero molto abile e valente, ma sa anche essere sensibile e pietoso come dimostra il fatto che non uccide Odette quando questa è ancora in forma di cigno.
- Fata Regina: sovrana della Foresta Incantata, cugina dello stregone Rothbart. Molto buona e saggia, i suoi poteri sono stati indeboliti dalla magia oscura del cugino, tanto che può contrastarne gli incantesimi solo dal tramonto all'alba.
- Rothbart: stregone malvagio, tenebroso e crudele, cugino della Fata Regina. Poiché non venne scelto dal precedente re per regnare sulla Foresta Incantata, decide di vendicarsi e di impossessarsi del reame magico con la forza. Più fate ed elfi trasforma in animali, più i suoi poteri diventano grandi, indebolendo di conseguenza la magia della Fata Regina. Si è costruito una tetra dimora in una cupa zona della foresta. La sua trasformazione è in aquila-maschio.
- Odile: figlia di Rothbart. Molto sciocca e vanitosa, ma anche perfida ed arrivista. A differenza del padre non ha poteri magici, ma lo aiuta nei suoi piani per dominare la Foresta Incantata. La sua trasformazione è in sparviero-femmina.
- Erasmus: guardiano del Libro della Foresta Loore. Apparentemente spaventoso, è solo un vecchio e gentile troll dall'aspetto grottesco che custodisce una vasta biblioteca nel cuore della foresta. Si dimostra un prezioso alleato per Odette e Lila.
- Ivan: elfo servitore della Fata Regina. Viene trasformato in porcospino da Rothbart dall'alba al tramonto. Simpatico compagno della Fata Carlita, quando è umano, il suo vestito è marrone e pieno di aculei.
- Carlita: fata servitrice della Fata Regina. Viene trasformata in puzzola da Rothbart dall'alba al tramonto. Briosa compagna dell'elfo Ivan, quando è umana, il suo vestito è bianco e nero ed ha orecchie e coda di puzzola.
- Fata volpina: fata servitrice della Fata Regina. Viene trasformata in volpe da Rothbart dall'alba al tramonto. Quando è umana, il suo vestito è rosso ed ha orecchie e coda di volpe.
- Fata cerbiatto: fata servitrice della Fata Regina. Viene trasformata in cerbiatto da Rothbart dall'alba al tramonto. Quando è umana, il suo vestito è viola ed ha orecchie e corna da cerbiatto.
- Fata uccellino: fata servitrice della Fata Regina. Viene trasformata in uccellino da Rothbart dall'alba al tramonto. Quando è umana, il suo vestito è rosa ed ha un paio di ali trasparenti sulla schiena.
- Fata topolino: fata servitrice della Fata Regina. Viene trasformata in topolino da Rothbart dall'alba al tramonto. Quando è umana, il suo vestito è viola ed ha orecchie e coda da topo.
- Regina Madre: sovrana, madre del principe Daniel. È molto saggia e giusta, ma vorrebbe andare in pensione e trascorrere il tempo a viziare i suoi futuri nipotini.
- Fornaio: padre di Odette, è un gentile umile uomo che lavora al forno del villaggio.
- Marie: sorella maggiore di Odette. È molto più vivace e sicura di quest'ultima a cui comunque è molto affezionata. Ama cavalcare e chiede sempre alla sorella di andare con lei ai balli del paese.
- Paggio: amico del principe Daniel, pauroso e goffo. A lui il ragazzo confida i suoi sogni di avventura.

## Colonna sonora
Oltre ai celebri brani tratti dall'omonimo balletto di Čajkovskij eseguiti dall'Orchestra Sinfonica di Londra, durante i titoli di coda è presente la canzone Wings, scritta da Jason Blume e cantata da Leslie Mills.

## Distribuzione
È stato distribuito negli Stati Uniti in VHS e DVD il 30 settembre 2003 dalla Artisan Entertainment e in Italia il 23 ottobre dello stesso anno dalla Universal È stato trasmesso in prima visione su Italia 1 sabato 15 novembre 2003 alle 21.00.

### Edizione italiana
| Personaggio         | Doppiatore originale | Doppiatore italiano  |
| ------------------- | -------------------- | -------------------- |
| Barbie e Odette     | Kelly Sheridan       | Daniela Fava         |
| Daniel              | Mark Hildreth        | Simone D'Andrea      |
| Rothbart            | Kelsey Grammer       | Michele Kalamera     |
| Odile               | Maggie Wheeler       | Paola Valentini      |
| Lila                | Venus Terzo          | Federica De Bortoli  |
| Fata regina         | Kathleen Barr        | Francesca Fiorentini |
| Marie               | Kathleen Barr        | Valentina Mari       |
| Erasmus             | Michael Dobson       | Vittorio Di Prima    |
| Carlita             | Nicole Oliver        | Perla Liberatori     |
| Ivan                | Ian James Corlett    | Leonardo Graziano    |
| Regina madre        | Gina Stockdale       | Valeria Perilli      |
| Reggie              | Brian Drummond       |                      |
| Shelly (Kelly)      | Chantal Strand       | Erica Necci          |
| Villano corpulento  |                      | Massimo Bitossi      |
| Padre di Odette     | Garry Chalk          | Sergio Lucchetti     |
| Venditore ambulante | Scott McNeil         | Domenico Crescentini |

## Premi
2003 - Video Premiere Award
- Nomination - Miglior film d'animazione direct-to-video a Jesyca C. Durchin e Jennifer Twiner McCarron

2003 - Golden Satellite Award
- Nomination - Miglior DVD per i giovani

2004 - Video Software Dealers Association Home Entertainment Award
- Miglior uscita direct-to-video da uno studio indipendente
- Miglior titolo per famiglie dell'anno da uno studio indipendente
- Miglior titolo sell-through dell'anno da uno studio indipendente